# Plaza de España, Madrid

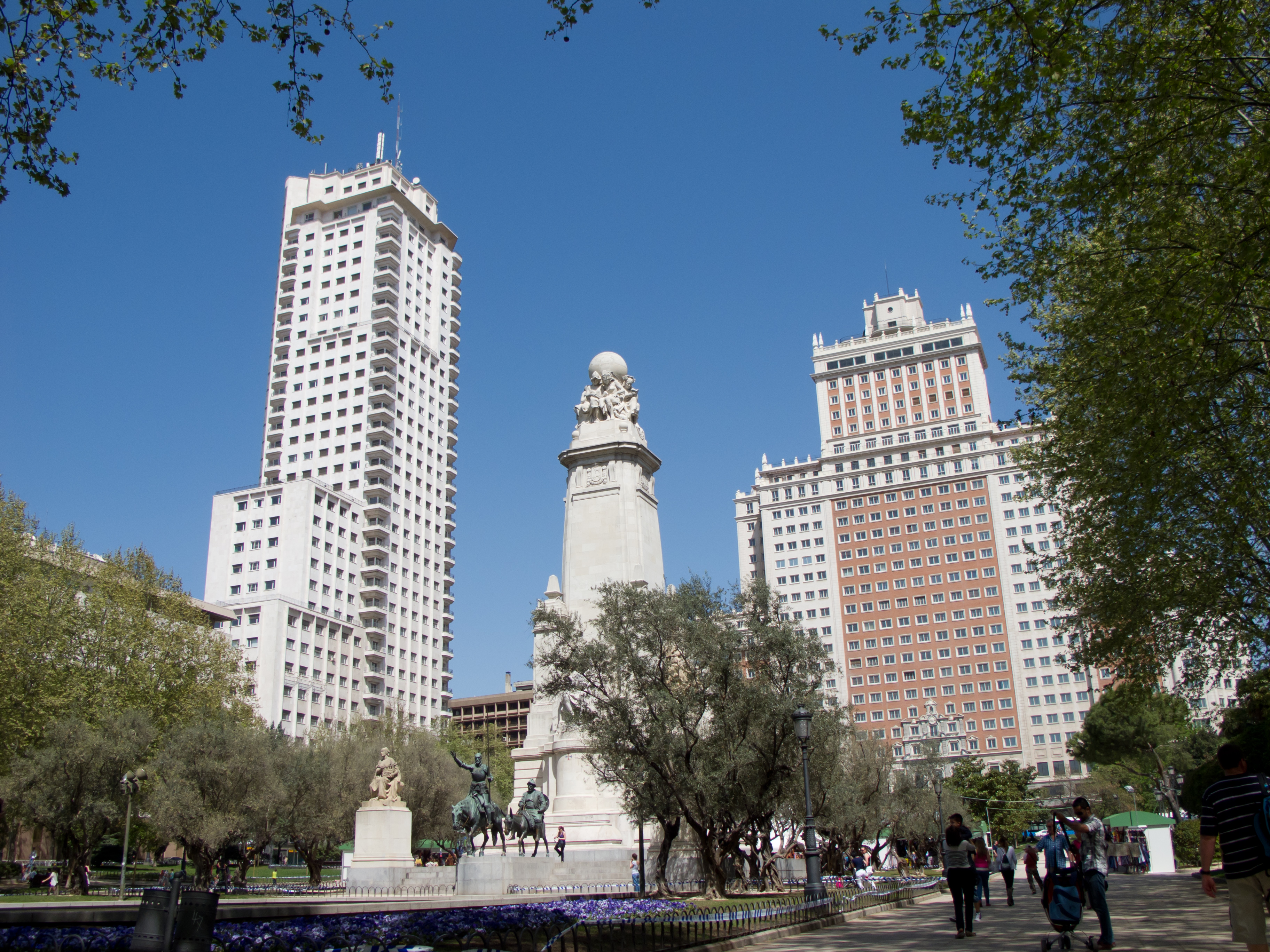
Plaza de España, i Madrid.

Plaza de España i Madrid är ett stort torg i den historiska delen av staden. I mitten av torget står Monumento a Miguel de Cervantes, ett monument och fontän som tillägnas författaren. Platsen förenar Gran Vía med calle de la Princesa. Fram till kort före ombyggnaden av Gran Vía kallades torget Plaza de San Marcial.[när?][källa behövs]
Två byggnader utmärker sig runt detta torg: Torre de Madrid (1957) och Edificio España (1953), där finns också några exempel på den moderna arkitekturen i Madrid: Casa Gallardo och platsen för Consejería de Cultura i Compañía Asturiana de Minas byggnad.
Från platsen går gatorna Gran Vía, Princesa och Cuesta de San Vicente. Det ligger också intill calle de Bailén, som passerar Palacio Real de Madrid. Med sina 36 900 m2 är det ett av de största torgen i Spanien. Det är vanligt att man där under hela året ser turistgrupper av olika nationalitet.

## Bilder

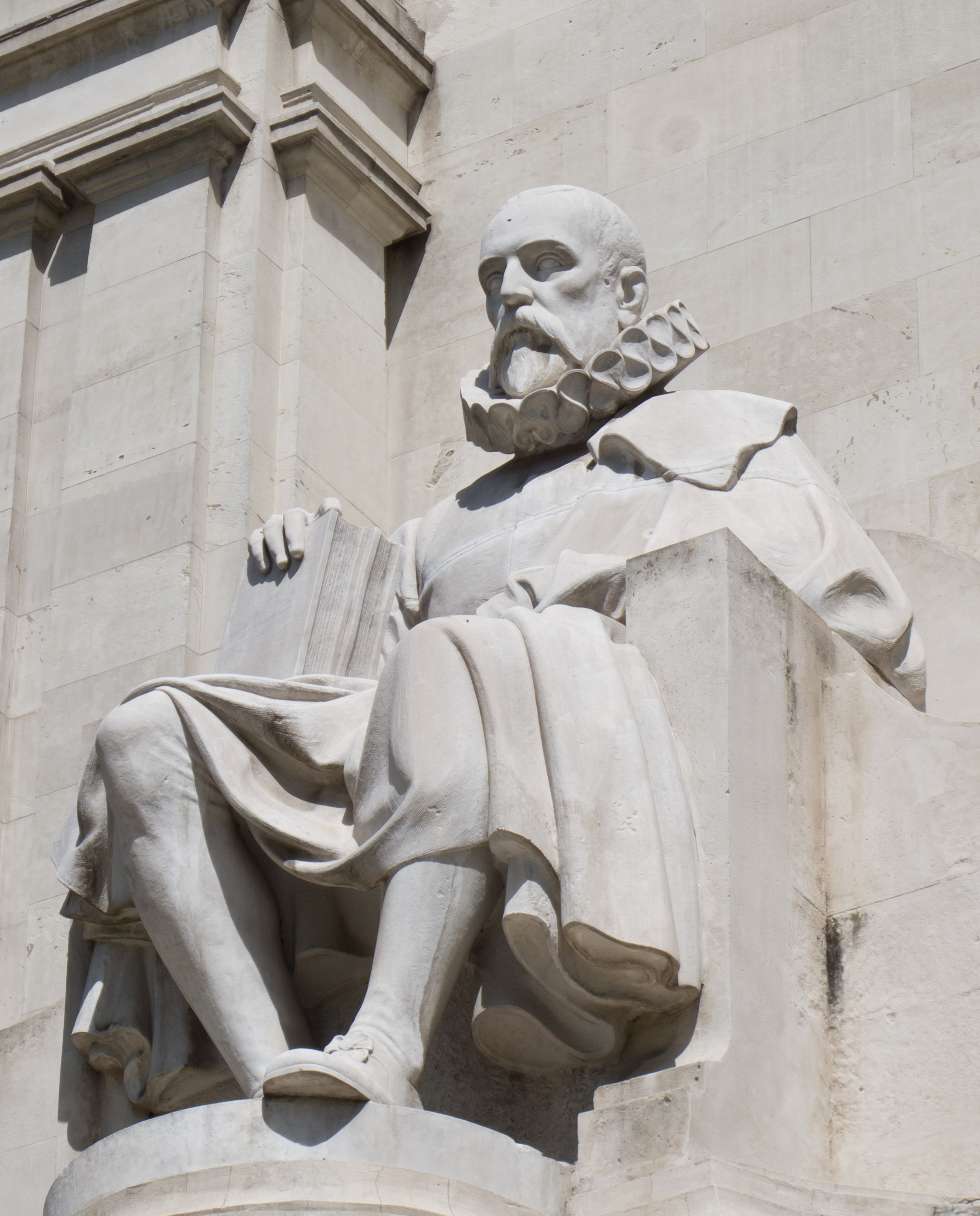
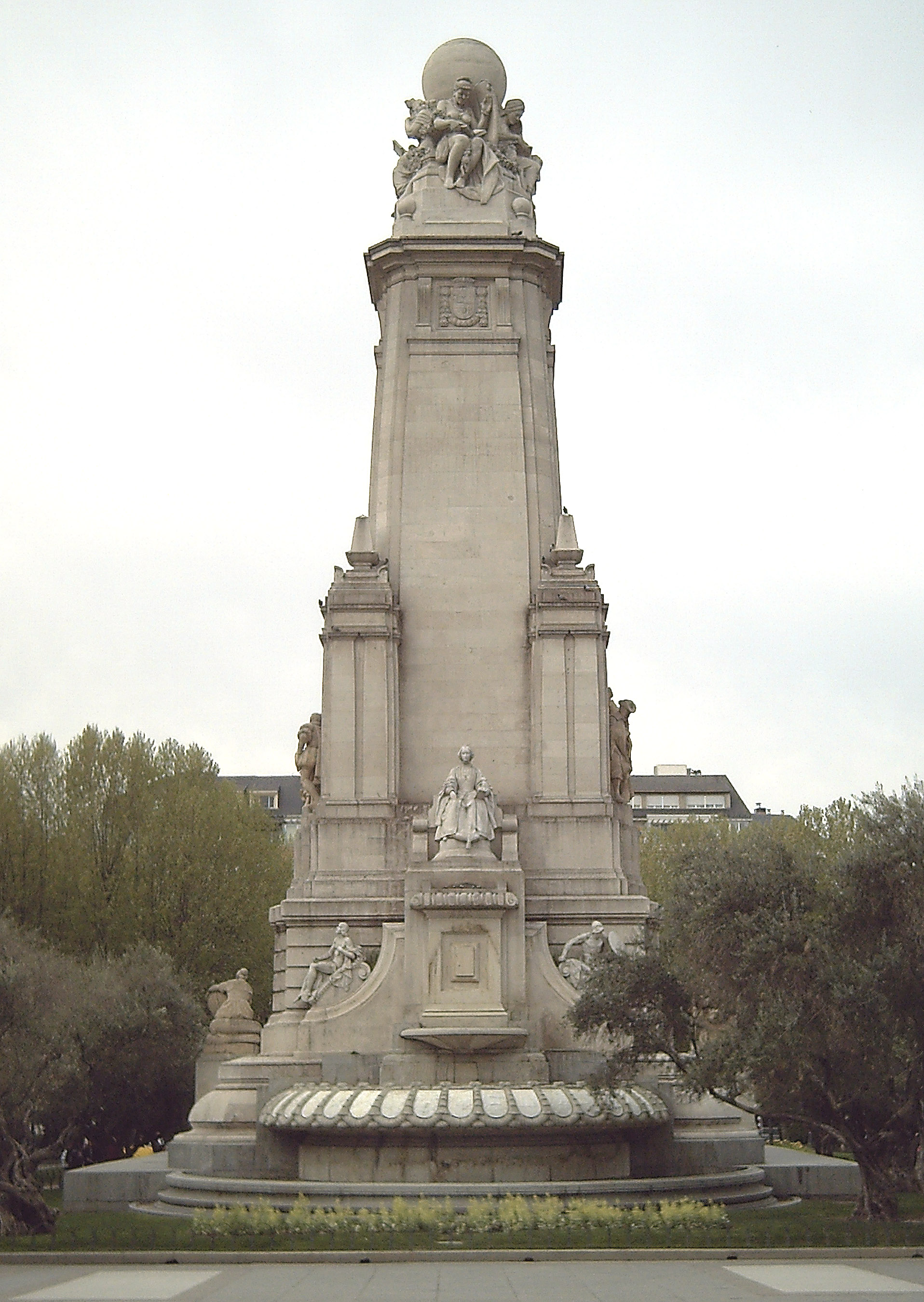
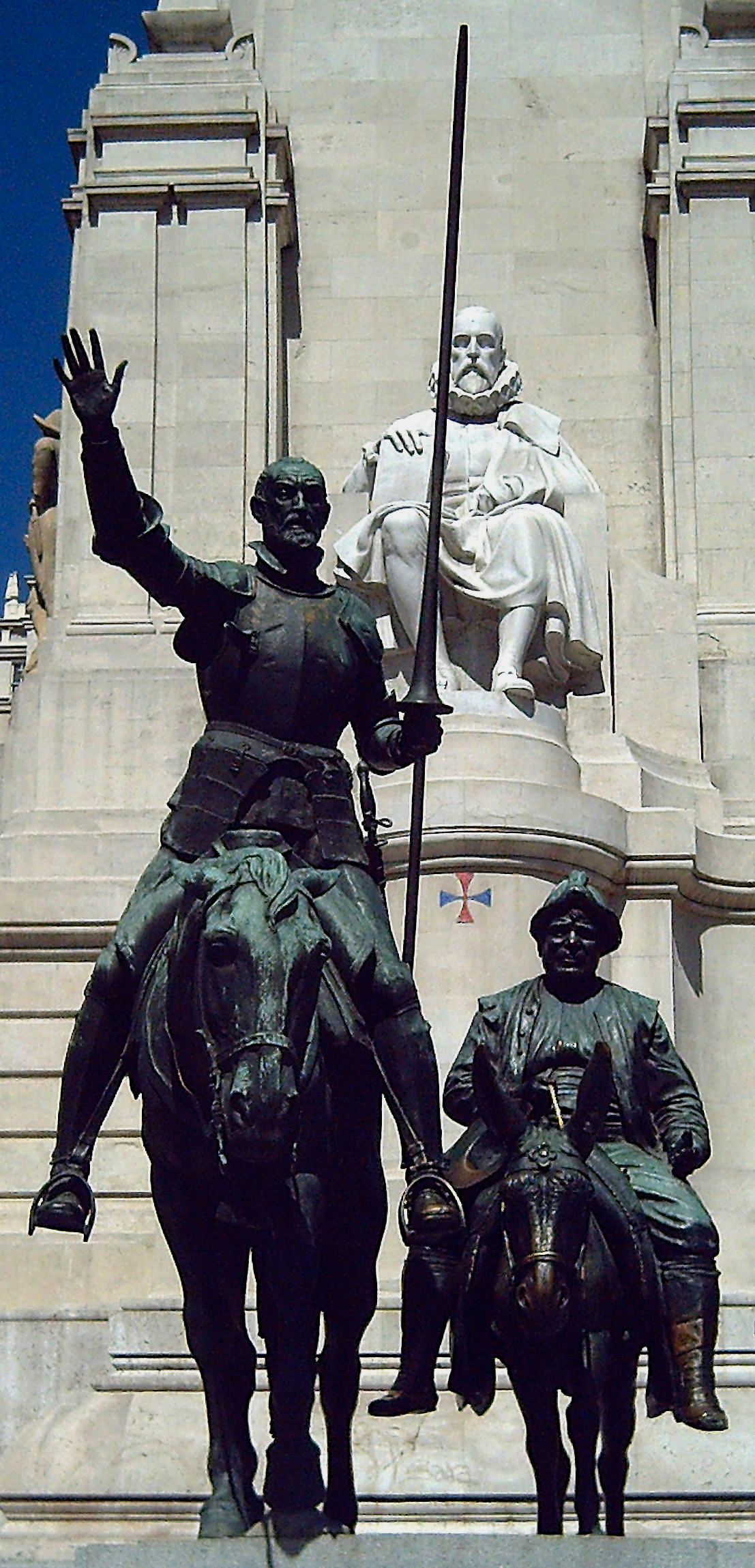
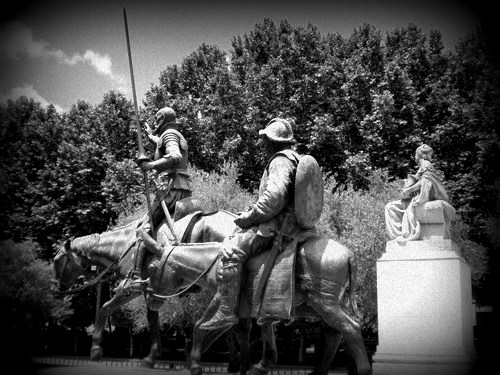
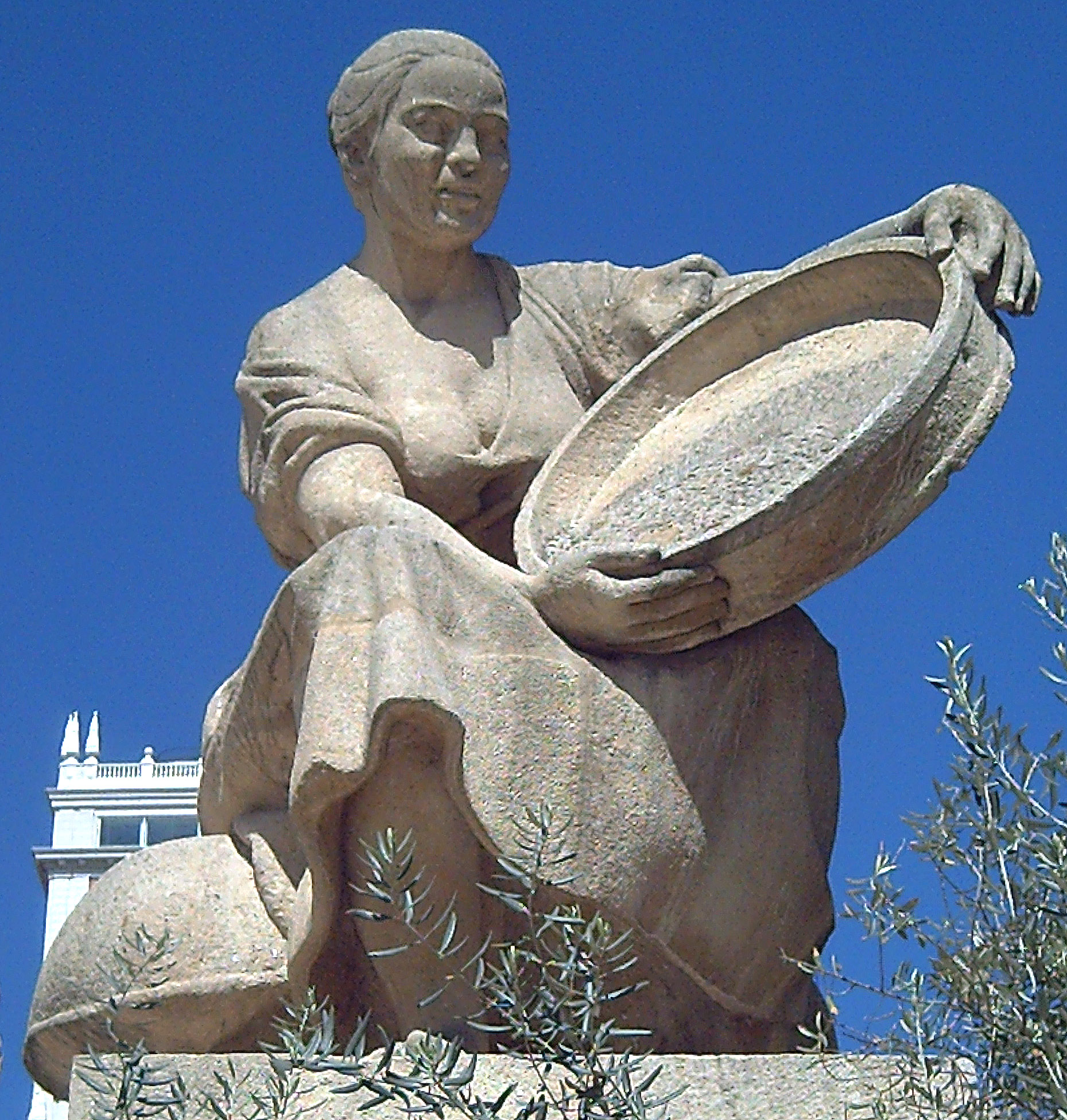
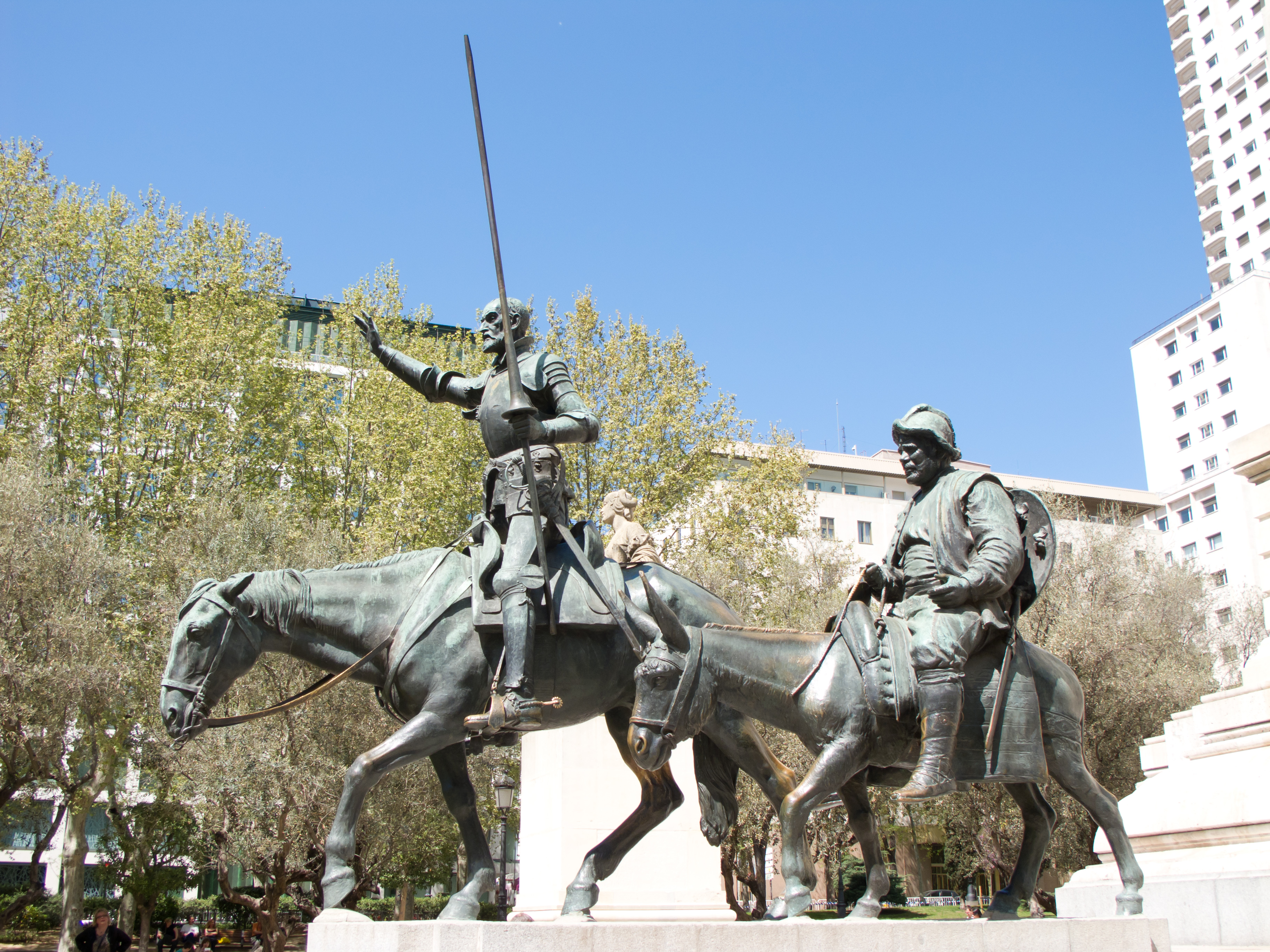
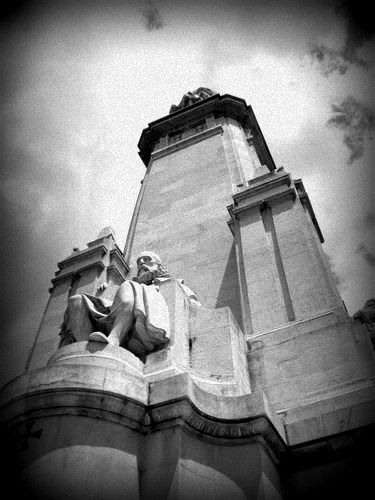

## Parker
I mitten av torget är en av stadens mest populära platser för turister att porträttera sig tillsammans med Don Quijote och Sancho Panza.
Det träd som dominerar torget är olivträdet, en hyllning till landskapet i La Mancha som inspirerade Cervantes att skriva sitt mästerverk.